# Бор-лез-Орг
Бор-лез-Орг (фр. Bort-les-Orgues, окс. Bòrt) — коммуна во французском департаменте Коррез, в регионе Новая Аквитания. Население — 3194 человек (2008).
Расстояние до Парижа — 390 км, до Лиможа — 110 км.

## Известные жители
- Жан Франсуа Мармонтель — французский писатель.

1. 1 2  база данных о французских коммунах — Национальный географический институт Франции, 2015.
2. ↑  https://data.geopf.fr/telechargement/download/GEOFLA/GEOFLA_2-2_COMMUNE_SHP_LAMB93_FXX_2016-06-28/GEOFLA_2-2_COMMUNE_SHP_LAMB93_FXX_2016-06-28.7z — 2016.